# Ангел Ташков
Александър Ташков Битолски е български революционер, деец Българската комунистическа партия.

## Биография
Александър Ташков е роден в битолското влашко село Магарево, тогава в Османската империя. След Първата световна война емигрира в Свободна България и работи като учител в село Лозеница, Мелнишко. Става член на БКП и е привлечен от Централния комитет на партията през 1919 година като окръжен агитатор. Развива широка партийна дейност и основава почти всички комунистически организации в района. В 1924 година на събрание на македонските братства става скандал между Ташков и д-р Константин Станишев. След събранието Ташков е отвлечен и убит в Мелнишко.